# Radical Entertainment
Radical Entertainment Inc. ist ein kanadischer Entwickler von Computerspielen mit Sitz in Vancouver. Das Unternehmen ist im Jahr 1991 gegründet worden. Später wurde es dann von Sierra Entertainment übernommen. Laut dem MacLean’s Magazine zählt das Unternehmen zu den 100 beliebtesten Arbeitgebern in Kanada.
Die erfolgreichsten Spiele des Unternehmens sind Scarface: The World Is Yours (2 Millionen verkaufte Kopien) und Crash of the Titans (über 1 Million verkaufte Kopien).
Activision gab im Februar 2010 bekannt, dass Radical Entertainment Kürzungen hinnehmen muss.
Am 29. Juni 2012 gab Activision bekannt, dass man bei Radical Entertainment, bis auf ein kleines Kernteam, alle Mitarbeiter entlassen werde. Außerdem wird das Studio in Zukunft keine Spiele mehr produzieren.

## Spielegeschichte
- 1992: The Adventures of Rocky and Bullwinkle
- 1992: The Terminator
- 1993: Wayne’s World
- 1993: Mario is Missing!
- 1994: Pelé II: World Tournament Soccer
- 1994: Bebe’s Kids
- 1994: Mario's Time Machine
- 1994: MTV’s Beavis and Butthead
- 1994: Brett Hull Hockey 95
- 1994: Speed Racer in My Most Dangerous Adventures
- 1996: NHL Powerplay '96
- 1997: Independence Day
- 1998: X-Games: Pro Boarder
- 1999: Bloodlines
- 1999: NHL Championship 2000
- 2000: Jackie Chan's Stuntmaster
- 2001: The Simpsons: Road Rage
- 2001: Dark Summit
- 2002: Tetris Worlds
- 2002: James Cameron’s Dark Angel
- 2003: The Hulk
- 2003: The Simpsons Hit & Run
- 2005: The Incredible Hulk: Ultimate Destruction
- 2005: Crash Tag Team Racing
- 2006: Scarface: The World Is Yours
- 2007: Crash Bandicoot Action Pack
- 2007: Crash of the Titans
- 2008: Crash: Mind over Mutant
- 2009: Prototype
- 2012: Prototype 2